# Olbiogaster insularis
Olbiogaster insularis är en tvåvingeart som beskrevs av Tonnoir 1923. Olbiogaster insularis ingår i släktet Olbiogaster och familjen fönstermyggor. Inga underarter finns listade i Catalogue of Life.